# Aleksandr Txivadze
Aleksandr Txivadze (georgià: ალექსანდრე ჩივაძე) (Karatxaievsk, URSS, 8 d'abril de 1955) va ser un futbolista georgià. Actualment és entrenador de la selecció georgiana sub-21.

## Trajectòria esportiva

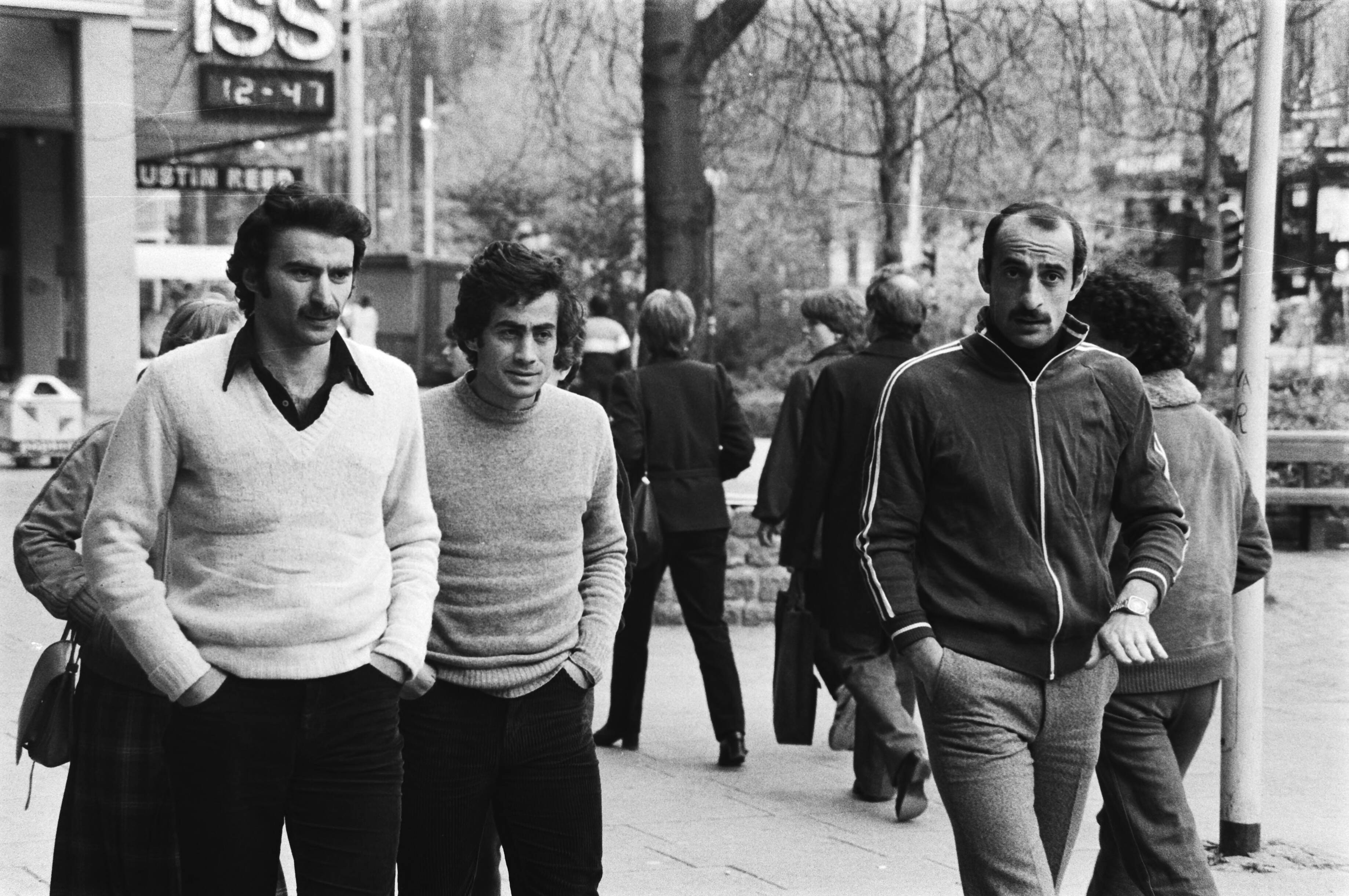
Aleksandr Txivadze, Vladímir Gutsàiev i David Kipiani el 1981.

Als 18 anys va arribar a l'acadèmia del Dinamo Tbilisi, i als 19 anys va debutar amb el primer equip.
Va ser considerat un lliure de classe mundial. Va jugar tota la seua carrera al Dinamo Tbilisi i va formar part de l'equip que va guanyar la Recopa 1980-81, gràcies a generació extraordinària de jugadors georgians. Va formar part de la selecció de la selecció de l'URSS que va disputar el Mundial d'Espanya de 1982, on va marcar un gol en l'empat contra Escòcia, i el Mundial de Mèxic de 1986, on no va poder disputar cap partit a causa d'una lesió.

## Palmarès
- Lliga soviètica de futbol: 1978
- Copa soviètica de futbol: 1976 i 1979
- Recopa d'Europa de futbol: 1980-81
- Futbolista soviètic de l'any: 1980